# キックスケーター

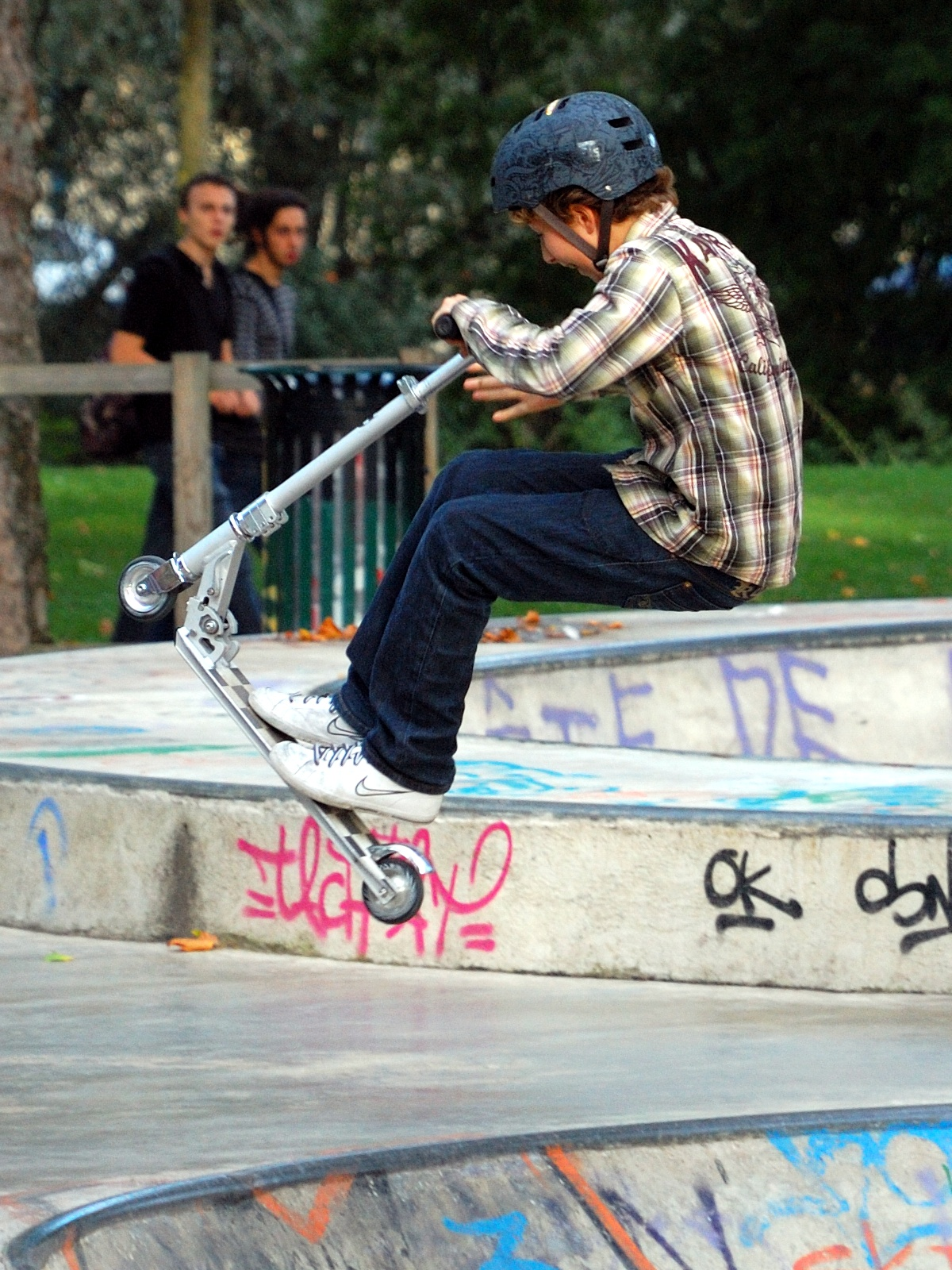
スケートパークで折り畳みスクーターを操る少年

キックスケーター（和製英語: kickskater）またはキックスクーター（英語: kick scooter）とは、地面を蹴って進むハンドル付きの乗物の総称。

## 概要
キックスケーターの多くは自転車に似た感覚で乗る事ができ、ローラースケートやスケートボードよりも扱いが簡単な事からレジャー用途の他、スポーツとして使われる、公園等で自転車代わりの手軽な移動手段としても使われる。
元々スクーター (Scooter) やスクート (Scoot) と呼ばれていたが、2000年代に折り畳みスクーターの登場で市場が広がった頃からキックスケーターの呼称が使われる様になった。キックボードという名称で呼ばれることも多いが、これはK2社の製品（キックボード）を指す登録商標であることから注意が必要である。またキックスクーターとされることもあるが、こちらもJD社の同名の製品と混同されることがあるため、「キックスケーター」普及に貢献するために設立された日本キックスケーター協会では総称としては「キックスケーター」を用いるよう主張している。
2023年7月1日施行の道路交通法の改正の時点では国土交通省、および警視庁の両Webサイトには電動キックボードと記載されている。
なお、電動機や内燃機関付きのキックスケーター（立ち乗りスクーター）は原動機付自転車または自動車扱いとなる（#日本における法的な扱い参照）。

## 歴史

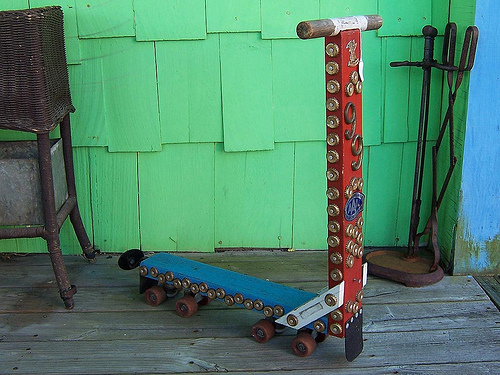
ローラースケートを流用した木製スクーター（制作時期不明）

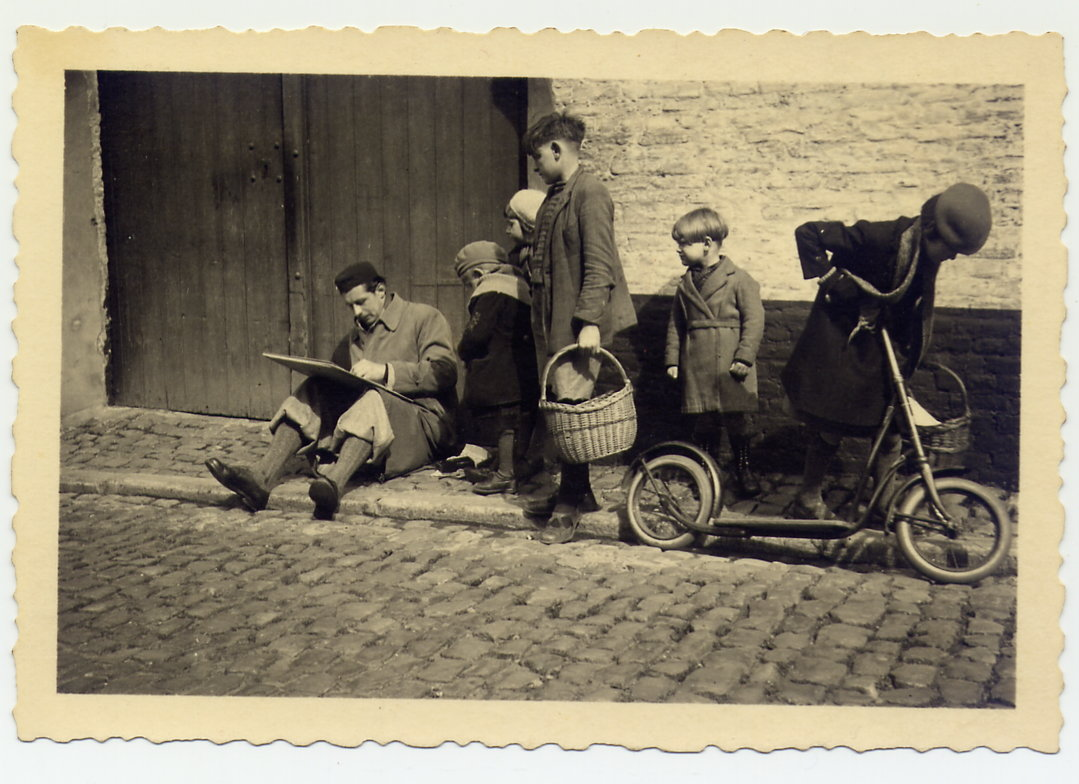
1936年にベルギーで撮影されたという写真

1817年、両足で地面を蹴って進む二輪車「ドライジーネ」がドイツで発明される。19世紀後期にはローラースケートが登場し、その部品で作ったスクーターもあったと言われている。1914年、アメリカで二輪スクーターにエンジンを取り付けたAutopedが登場している。
1974年、日本でペダル推進式三輪スクーター「ローラースルーGOGO」をホンダが開発し、子供たちに流行する。
1990年代後期、スイスでWim Ouboterが小型折り畳みスクーターを開発し、Micro Mobility Systemsを設立してヨーロッパで発売する。同じものが日本やアメリカではRazorの名で販売されて流行した。更にRazor USAの共同設立者である台湾のJD Corporation（久鼎金屬實業股份有限公司）が自社でもJD Bugとして販売を開始し、同製品は大阪のジェイディジャパンからJD Razorのブランドで日本でも販売されている。
1999年頃に折り畳みスクーターが日本に入ってくると、鉄道利用の際にも持ち込める手軽な移動手段として都市部の若者から広まって行き、子供にも流行した。それに伴って非常識な利用者も出て来たため、使用禁止を明示する施設も現れている。

### 事故など
2000年2月には、前年11月に東京の歩道上で歩行者と衝突した利用者が重過失傷害罪で書類送検され、同年7月には神奈川で転倒による死亡事故も起きた。
また、2014年10月17日の消費者庁は、9歳までの幼児・児童がキックスケーターを使用していて転倒などにより負傷する例が2010年（平成22年）以降53件発生し、死亡事故も1件発生していると発表している。
電動キックスケーターについても、利便性の高さから普及が進む一方、事故や交通違反が相次いでいる事が報道されている。例えば、2021年7月までに福岡県で計18件の交通違反が確認されており、最も多い違反は歩道通行（13件）であった。
2022年9月25日、東京都で電動キックスケーターによる全国初の死亡事故が発生した。転倒して死亡した男性はヘルメットをしておらず、飲酒運転の可能性もあるという。警視庁は飲酒運転が相次いでいるとして集中的な取締りを実施するなどしている。

## 種類

### 折り畳み型 (ポリウレタンウィール装着型)

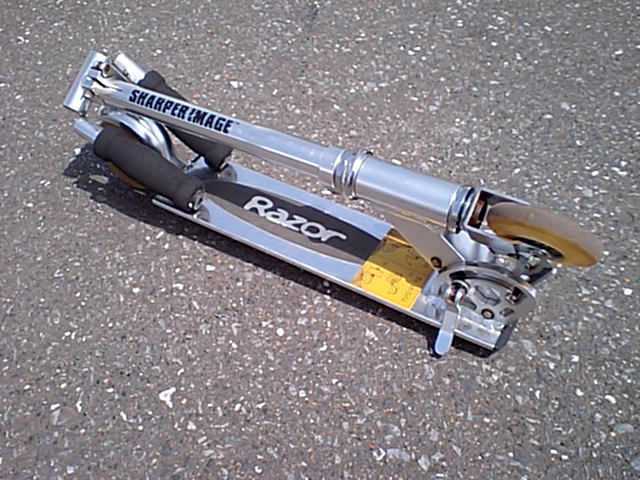
折り畳んだ状態のRazor初期型

1990年代後半に登場し、その後主流となった二輪スクーター。アルミニウム合金の多用で総重量3Kg程度に抑えられ、小さく折り畳んで持ち歩く事もできる。舗装路のみでの走行を前提にローラースケート同様のポリウレタン製ウィール（車輪）を持つ。初期のウィールは直径98mmだったが、大径化が進んで200mmの製品も登場し、中には空気タイヤを備えた製品も存在する。後輪のフェンダー（泥除け）がブレーキを兼ねており、これを踏んで後輪の回転を抑えることで減速を行う。
スケートパークなどでスタントを行うフリースタイルスクータリングも欧米やオセアニアを中心に広まり、2008年、2009年には折り畳み機構を廃した本格的なスタント専用スクーターが発売された。

### 空気タイヤ装着型

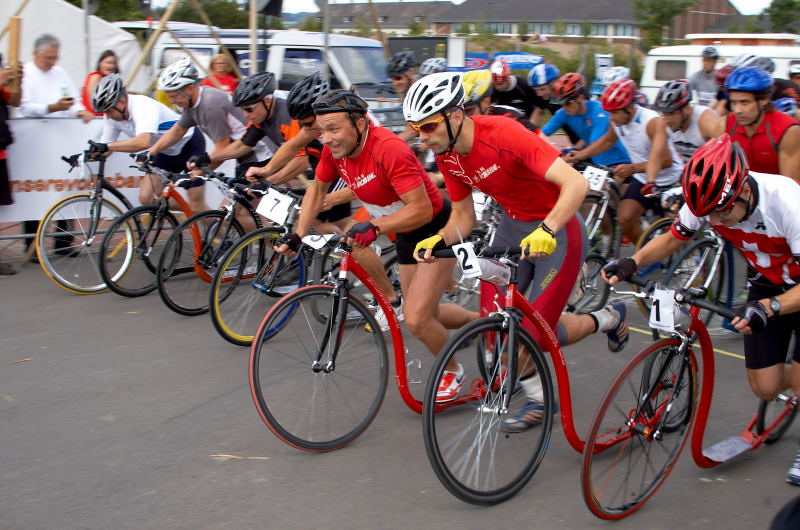
フットバイクのレース

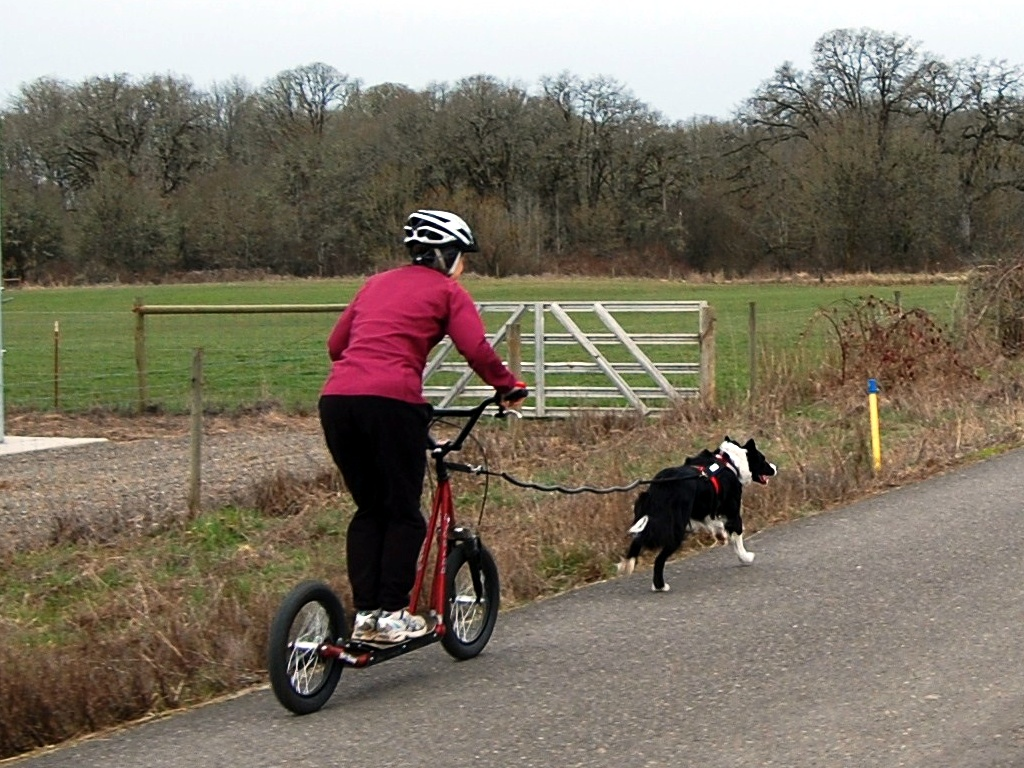
BMX型スクーターを使用したドッグスクータリング

折り畳み型以前から使われている、12インチ程度の自転車用タイヤとリムブレーキを備えた二輪スクーター。上述のポリウレタンウィール装着型と区別する際にはニューマチックスクーター (Pneumatic scooter) 、ビッグスクーター (Big scooter) 等と呼ばれる。より安価で手軽な折り畳み型の登場で減少したが、乗り心地や安定性を重視する分野での需要がある。
ヨーロッパではフットバイク (Footbike) と呼ばれる大型のものを使ったレースが行われている他、犬を動力にするドッグスクータリング等の用途もあり、ニューマチック専門のメーカーもなお存在する。
BMXが盛んだったアメリカでは1980年代後期にフリースタイルBMXの要素を取り入れたスクーターが各BMXメーカーから発売された。これらは従来のスクーターと区別してスクートと呼ばれ、その雪上版としてスノースクートが誕生した。なお、折り畳みスクーターでもスタントの世界ではスクートと呼ばれる事が多い。

### 三輪式、四輪式

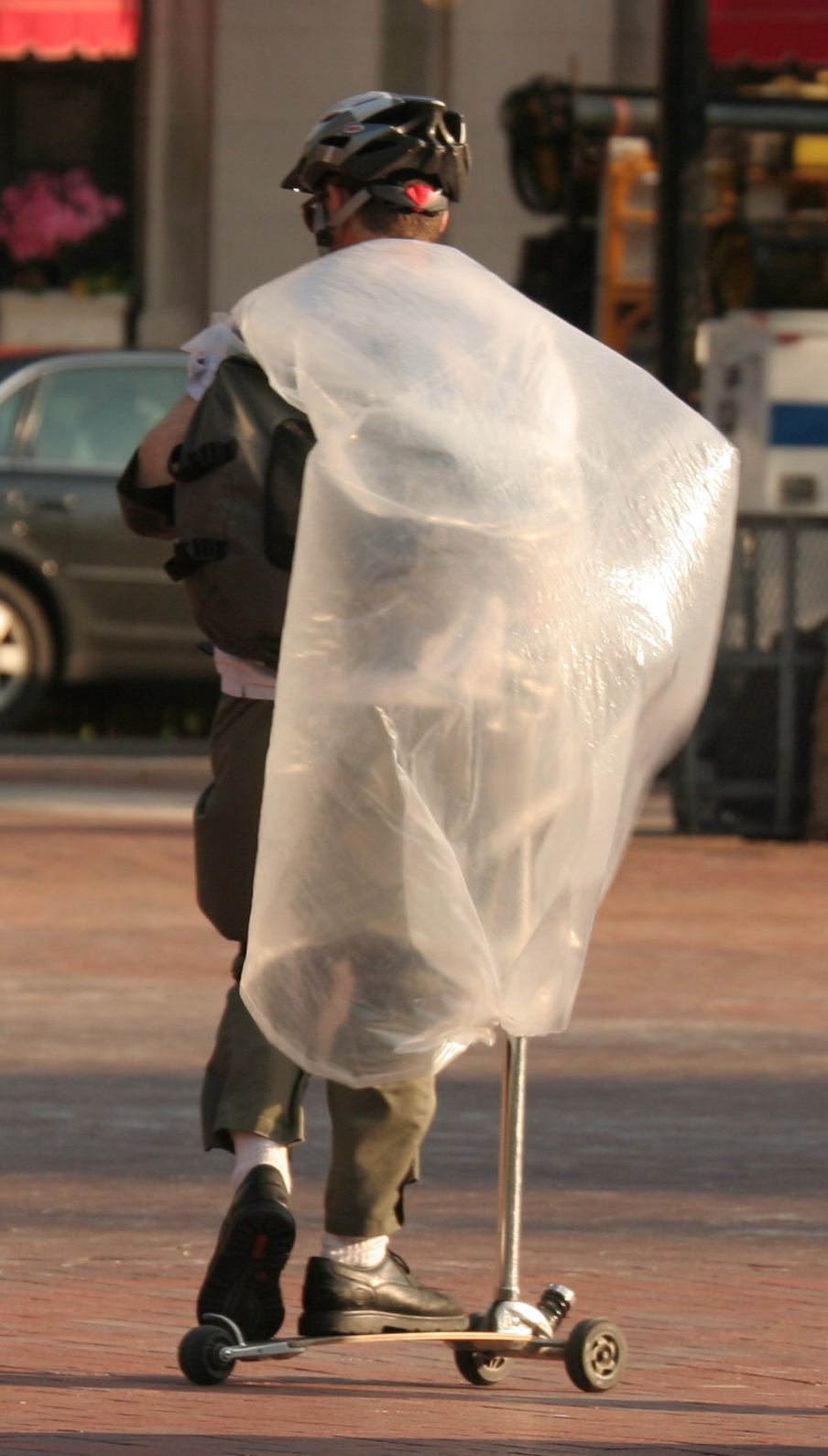
キックボードの一種、K2 Kicktwo

デッキに固定されたハンドルを掴んで乗る「キックボード」、「スケータ」、「スティックボード」など。二輪式より安定する他にも自立する、片手で乗れるといった利点がある。

### 幼児向け

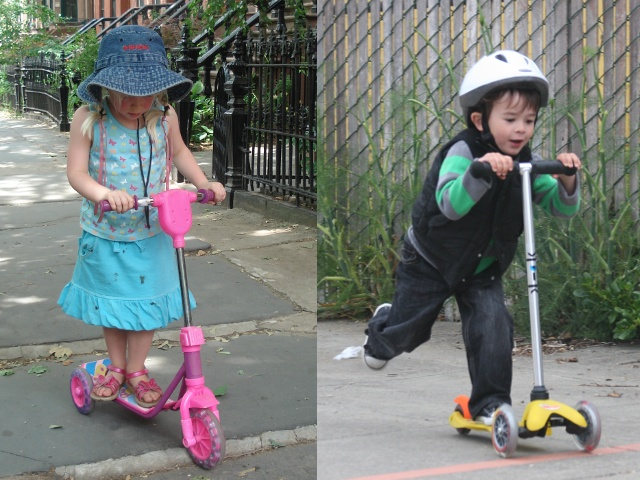
幼児向けスクーター二態。右側はMini Micro

まだ自転車に乗ることができない3 - 5歳程度の幼児を対象とした、主として三輪車風のもの。鋼鉄製のフレームにプラスチック製の外装を持った製品が多い。この他にも、バランス感覚の育成をうたった三輪式（前二輪）のものが販売されている。

### 動力付き
通常の折り畳みスクーターの前輪にモーターを装着して立ち乗りスクーターとした製品がある他、個人で自作ジェットエンジンを取り付けた例まである。
なお、日本の道路交通法において電動キックスケーターは原付または自動車の扱いとなる（#日本における法的な扱い参照）

## 日本における法的な扱い

### 動力なしのもの
道路交通法76条4項3号は車両、遊具の指定なく『交通のひんぱんな道路において、球戯をし、ローラー・スケートをし、又はこれらに類する行為をすること』を罰則付きで規制するので「ローラー・スケートまたはこれに類する」とされれば規制を受ける解釈もある。
法が定める「ひんぱん」に関して明確な基準はないが、おおよそ他の歩行者や車両等の交通の危険が生じうる程度の交通量がある場所と解される。
道路運送車両法上では軽車両に分類されるが、力を伝達するペダル等を備えない事から自転車には分類されない。
これらの法律上の扱いが明文化される以前より、キックスケーターの製造・販売者は「公道での使用は控えてください」と但し書きがなされており、公道での使用は機種ごとにブレーキの有無などの設計も異なるため、メーカーや販売店への確認が推奨されている。
なお、製造業者からの道路交通法に対する取扱いの照会に対し、2021年6月14日、経済産業省のグレーゾーン解消制度において、国家公安委員会が以下の回答を示した。
- キックスケーターは現に広く一般的に人又は物の運送の用に供されておらず、そのように用いられることが想定されない、
- キックスケーターを道路交通法上の「車」として規制を行う必要性が認められず、「車」には当たらないと解される
- キックスケーターを用いている者は、道路交通法上の歩行者になると解される
- 従って、キックスケーターは道路交通法第2条1項11号イに規定する軽車両には該当しない

### 動力ありのもの
2019年3月から2020年4月まで埼玉県の浦和美園駅周辺では、Wind Mobilityによるシェア電動スクーターの実証事業が行われた。このスケーターは約20cm径のタイヤを備え、右グリップ直近のレバーがアクセル、左グリップ直近のレバーがブレーキとなっている。各レバーを押し下げると加速、制動。ウィンカー、制動灯は無く、手合図で行う。

電動機や内燃機関付きのキックスケーターは、道路交通法および道路運送車両法の法令上、原動機付自転車または自動車扱いとなる。また同法の様々な規制法令に不適合となるキックスケーターを公道で運転すると、道路運送車両の保安基準に適応しない車両を運転した事で、処罰される。

#### 公道走行可能なキックスケーター
パルウェイ（Palway）やエアホイール（Airwheel）といったブランド名で、市販されている製品の特徴は以下のとおり。
- 構造上は車体上に立位で乗車するキックスケーターだが、空気式小インチタイヤと十分な剛性のある車体フレーム、またフレーム左右に両足を乗せるステップを持つ。
- リチウムイオン等のバッテリーによる電動駆動。
- ハンドル部分は折りたたみにできる構造。2系統のブレーキ、警音器、前照灯、後部反射器、番号灯を備える。ウィンカー、尾灯、制動灯を備えるものもある。
  - なお、最高速度が20km/h未満の場合は若干緩和されており、尾灯や制動灯、方向指示器、速度計は不要[注 4]だが、安全上、尾灯、制動灯、方向指示器の装備が望ましい。

また、道路運送車両の保安基準に適合する製品は法令上原動機付自転車となるため、次の義務等が課される
- （原付または上位の）運転免許の取得と、運転免許証の携帯
- 自賠責保険への加入と、自賠責保険証書の携行（携帯）
- ナンバープレートの取得および取付（登録は、市町村）
- オートバイ用ヘルメットの装着
- 歩道、路側帯、自転車道、自転車レーン（自転車専用通行帯）の走行禁止
- 事故や駐停車違反等の違反行為に対する放置違反金制度を含む行政処分[注 5]
- 人身事故の損害賠償には自動車損害賠償保障法に基づく無過失責任が適用されるため、自動車任意保険の加入が望ましい。

### 産業競争力強化法に基づく特例電動キックスケーター

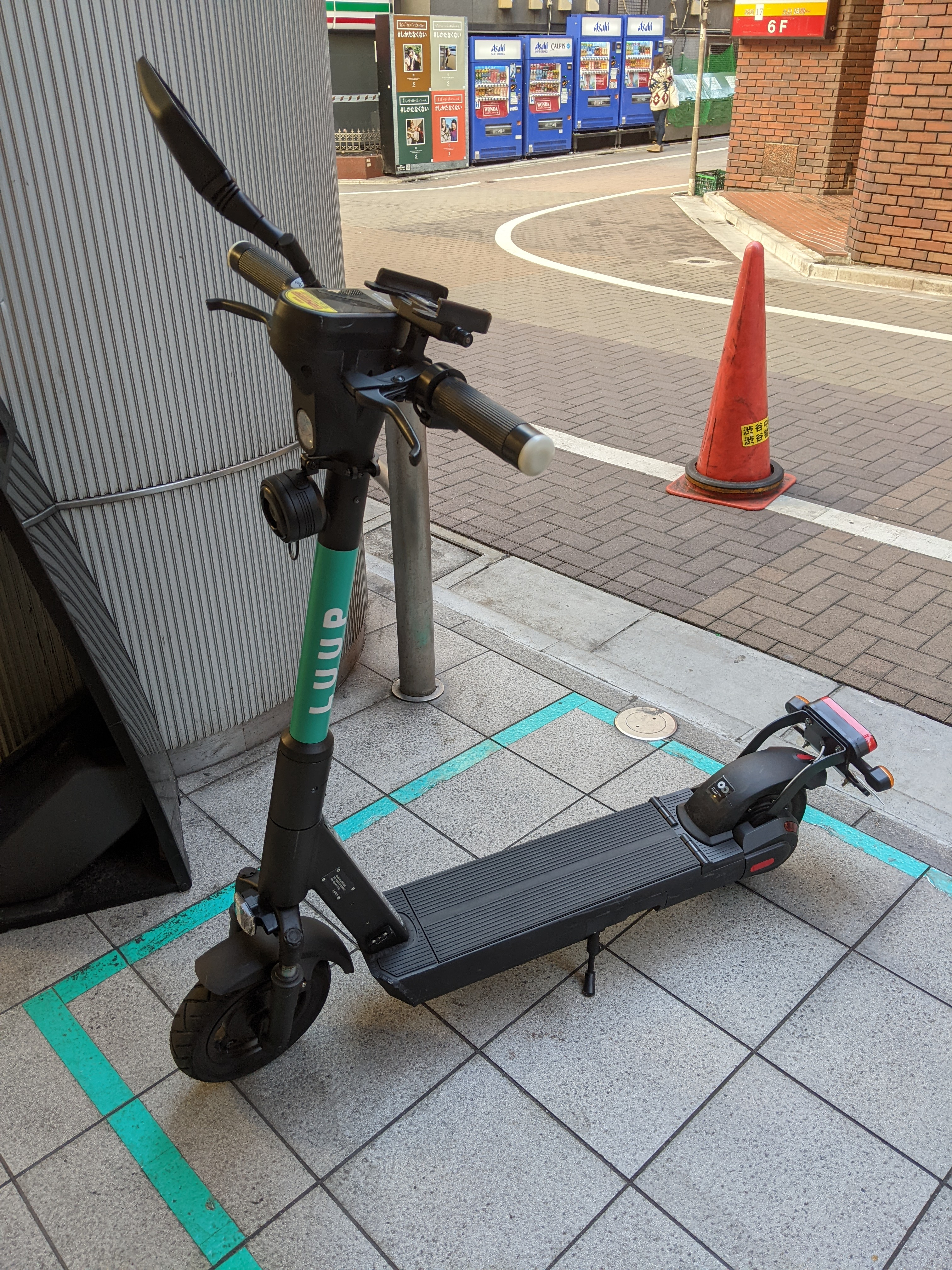
Luup社の特例(2021)電動キックスケーター

経済産業省は産業競争力強化法に基づく「新事業特例制度」を利用した実証実験として、2021年（令和3年）4月23日から一部地域（後述）の公道で電動キックスケーターのシェアリング・サービス計画を認定した。その後、この社会実験を経て特定小型原動機付自転車の制度が整備された。
認定された事業者の電動キックスケーター（以下、特例電動キックスケーターと呼ぶ。）のみに適用される走行条件（太字）は次の通り。
- 道路交通法上の区分：小型特殊自動車[30]
- 運転には大型、中型、準中型、普通、大型特殊、大型二輪、普通二輪、小型特殊のいずれか少なくとも一つの運転免許を所持している必要がある。所持免許が原付のみの場合、運転することはできない。[33][34]（但し、道路運送車両法上の区分は原動機付自転車[31]。）
- 速度制限：15km/h[31]
- 走行可能場所：車道、普通自転車専用通行帯、自転車道、「車両進入禁止（自転車を除く。）」及び「指定方向外進行禁止（自転車を除く。）」の一方通行路の双方向[31][30]
- 防具：ヘルメット任意着用（安全のため着用が推奨されている。）[31][30]
- 右折：二段階右折禁止（降車して横断歩道を利用することが推奨されている。）[32]
- 保安要件：自賠責保険の加入、ナンバープレート、ミラーなど、原付に準ずる[31]
- その他：特例電動キックスケーターを押して歩く者を歩行者とする[30][32]。（エンジンを切って押し歩く特例電動キックスケーターを利用する者を歩行者と見做す。）
- 特例対象外となる道路等の区間・区域を通行時は、特例電動キックスケーターから降りて押しながら通行しなければならない[35]。

認定事業者ごとの実証実験対象地域は次の表に示した通りである。
| 認定年月日 | 株式会社Luup                                                                   | 株式会社mobby ride                     | 株式会社EXx                            | 長谷川工業株式会社 | SWALLOW合同会社 | 合同会社E-KON | BRJ株式会社                                                                    | 株式会社eBoard         | mile株式会社                         | 株式会社サンオータス       | SWING株式会社                                                  | 株式会社アド近鉄 | BEAM MOBILITY JAPAN株式会社 | Y'S商会                                        |
| ---------- | ------------------------------------------------------------------------------ | -------------------------------------- | -------------------------------------- | ------------------ | --------------- | ------------- | ------------------------------------------------------------------------------ | ---------------------- | ------------------------------------ | -------------------------- | -------------------------------------------------------------- | ---------------- | --------------------------- | ---------------------------------------------- |
| R3/4/23    | 大阪市、品川区、渋谷区、新宿区、世田谷区、東京都港区、目黒区                   | 福岡市                                 | 藤沢市、柏市、渋谷区、世田谷区、豊岡市 | 大阪市、千葉市     |                 |               |                                                                                |                        |                                      |                            |                                                                |                  |                             |                                                |
| R3/7/9     |                                                                                |                                        |                                        |                    | 南相馬市        |               |                                                                                |                        |                                      |                            |                                                                |                  |                             |                                                |
| R3/7/28    |                                                                                |                                        | 小布施町                               |                    |                 |               |                                                                                |                        |                                      |                            |                                                                |                  |                             |                                                |
| R3/7/30    |                                                                                |                                        |                                        |                    |                 | 姫路市        |                                                                                |                        |                                      |                            |                                                                |                  |                             |                                                |
| R3/9/2     |                                                                                |                                        | 軽井沢町                               |                    |                 |               |                                                                                |                        |                                      |                            |                                                                |                  |                             |                                                |
| R3/9/30    | 宇治市、京都市、東京都中央区、千代田区、横浜市神奈川区、横浜市中区、横浜市西区 |                                        |                                        |                    |                 |               |                                                                                |                        |                                      |                            |                                                                |                  |                             |                                                |
| R/10/18    |                                                                                |                                        |                                        |                    |                 |               | 立川市                                                                         |                        |                                      |                            |                                                                |                  |                             |                                                |
| R3/11/1    |                                                                                |                                        | 姫路市                                 |                    |                 |               |                                                                                |                        |                                      |                            |                                                                |                  |                             |                                                |
| R3/12/10   |                                                                                | 神戸市灘区、神戸市兵庫区、神戸市中央区 |                                        |                    |                 |               |                                                                                |                        |                                      |                            |                                                                |                  |                             |                                                |
| R3/12/17   |                                                                                |                                        |                                        |                    |                 |               |                                                                                | 横浜市西区、横浜市中区 |                                      |                            |                                                                |                  |                             |                                                |
| R3/12/28   | 文京区、台東区、墨田区、江東区、中野区、杉並区、豊島区                         |                                        | 行方市                                 |                    |                 |               |                                                                                |                        |                                      |                            |                                                                |                  |                             |                                                |
| R4/2/18    |                                                                                |                                        |                                        |                    |                 |               | 墨田区、江東区、昭島市、小平市、国分寺市、国立市、東大和市、武蔵村山市、所沢市 |                        |                                      |                            |                                                                |                  |                             |                                                |
| R4/3/22    |                                                                                |                                        |                                        |                    |                 |               |                                                                                |                        | 台東区、港区、品川区、大田区、墨田区 |                            |                                                                |                  |                             |                                                |
| R4/5/20    | 仙台市                                                                         |                                        |                                        |                    |                 |               |                                                                                |                        |                                      |                            |                                                                |                  |                             |                                                |
| R4/6/2     |                                                                                |                                        |                                        |                    |                 |               |                                                                                | 埼玉県寄居町           |                                      |                            |                                                                |                  |                             |                                                |
| R4/7/15    |                                                                                |                                        |                                        |                    |                 |               |                                                                                |                        |                                      | 大田区の一部、川崎市の一部 | 港区、新宿区、品川区、目黒区、世田谷区、渋谷区、中野区、杉並区 | 奈良市の一部     | 南魚沼市、大阪市            | 名護市、豊見城市の一部、今帰仁村、本部町の一部 |
| R5/1/10    | 宇都宮市                                                                       |                                        |                                        |                    |                 |               |                                                                                |                        |                                      |                            |                                                                |                  |                             |                                                |

実証実験の対象地域内であっても特例対象外となる道路等が存在する。そのような区間・区域を通行するには、特例電動キックスケーターから降りて押しながら歩行しなければならない。